# Rajshahi (divisão)
Rajshahi é uma das divisões do Bangladexe, sua capital é a cidade de Rajshahi.

## Distritos
1. Bogra
2. Joypurhat
3. Dinajpur
4. Panchagarh
5. Thakurgaon
6. Pabna
7. Sirajganj
8. Naogaon
9. Natore
10. Nawabganj
11. Rajshahi
12. Gaibandha
13. Kurigram
14. Lalmonirhat
15. Nilphamari
16. Rangpur